# Ligne 18 du métro de Shanghai
Pour les articles homonymes, voir Ligne 18.
La ligne 18 est une ligne du métro de Shanghai, elle est entrée en construction le 12 mai 2016. Cette ligne a été inaugurée le 26 décembre 2020,. La ligne mesure 44,6 km de long et compte trente stations. Elle part de Changbei Road, dans le district de Baoshan, et passe par Longyang Road pour arriver jusqu'à Hangtou Town, dans le district de Pudong. La ligne 18 est connectée aux lignes 1, 2, 3, 6, 7, 8, 9, 10, 11, 12, 13, 14 et 16. La première phase était de 36,13 km. Elle part de la station South Changjiang Road et va jusqu'à la station Hangtou pour un total de 26 stations. La deuxième phase est prévue pour prolonger la ligne nord-ouest sur 7 km et ajouter cinq nouvelles stations. Des propositions visant à prolonger la ligne plus à l'ouest sont à l'étude.

## Controverse
Lors de la planification de la ligne 18, des controverses ont eu lieu parmi les résidents locaux lorsque le tracé initial de la section sud de la ligne 18 a été déplacé de Kangshen Road à 1 km plus à l'ouest pour suivre l'autoroute S122 Hunan. Le nouvel alignement, au lieu de desservir directement la zone de Kangshen, densément peuplée, de la ville de Zhoupu ne dessert plus que la limite ouest de Zhoupu. Les planificateurs ont reçu un volume inhabituellement élevé de commentaires sur la décision, avec 300 appels et 3 000 courriels reçus concernant le changement d'alignement. Il [Qui ?] a été noté que le changement d'alignement était un compromis entre les demandes de transport locales et régionales. En outre, ils [Qui ?] ont noté la difficulté et le coût accru de la construction d'un métro sous l'étroite route de Kangshen et le fait qu'il y a plus de terres disponibles pour de nouveaux développements le long de l'autoroute Hunan.

## Stations
| Nom                 | Nom      | Correspondances                | Distance km | Distance km | Emplacement |                      |
| English             | Chinese  | Correspondances                | Distance km | Distance km | Emplacement |                      |
| ------------------- | -------- | ------------------------------ | ----------- | ----------- | ----------- | -------------------- |
|                     |          |                                |             |             |             |                      |
| Rue Changjiang sud  | 长江南路 | Ligne 3 du métro de Shanghai.  | 0.0         | 0.0         | Baoshan     | Future               |
| Yingao Road         | 殷高路   |                                | 1.40        | 1.40        | Baoshan     | Future               |
| Zhengli Road        | 政立路   | 20                             | 1.41        | 2.81        | Yangpu      | Future               |
| Fudan University    | 复旦大学 |                                | 1.48        | 4.29        | Yangpu      | Future               |
| Guoquan Road        | 国权路   | Ligne 10 du métro de Shanghai  | 1.06        | 5.35        | Yangpu      | Future               |
| Fushun Road         | 抚顺路   |                                | 0.92        | 6.27        | Yangpu      | Future               |
| Jiangpu Road        | 江浦路   | Ligne 8 du métro de Shanghai   | 1.04        | 7.31        | Yangpu      | Future               |
| Jiangpu Park        | 江浦公园 | Ligne 12 du métro de Shanghai  | 1.27        | 8.58        | Yangpu      | Future               |
| Pingliang Road      | 平凉路   |                                | 0.76        | 9.34        | Yangpu      | Future               |
| Danyang Road        | 丹阳路   |                                | 0.75        | 10.09       | Yangpu      | Future               |
| Changyi Road        | 昌邑路   | Ligne 14 du métro de Shanghai. | 1.31        | 11.40       | Pudong      | Future               |
| Minsheng Road       | 民生路   | Ligne 6 du métro de Shanghai.  | 0.98        | 12.38       | Pudong      | Future               |
| Middle Yanggao Road | 杨高中路 | Ligne 9 du métro de Shanghai.  | 1.02        | 13.40       | Pudong      | Future               |
| Yingchun Road       | 迎春路   |                                | 0.86        | 14.26       | Pudong      | Future               |
| Longyang Road       | 龙阳路   | maglev                         | 2.03        | 16.29       | Pudong      | Future               |
| Fangxin Road        | 芳芯路   |                                | 1.20        | 17.49       | Pudong      | Future               |
| Beizhong Road       | 北中路   |                                | 0.91        | 18.40       | Pudong      | Future               |
| Lianxi Road         | 莲溪路   | Ligne 13 du métro de Shanghai. | 1.72        | 20.12       | Pudong      | Future               |
| Yuqiao              | 御桥     | Ligne 11 du métro de Shanghai. | 1.33        | 21.45       | Pudong      | En service (Phase 1) |
| Hunan Highway       | 沪南公路 |                                | 3.08        | 24.53       | Pudong      | En service (Phase 1) |
| Zhoupu              | 周浦     |                                | 2.32        | 26.85       | Pudong      | En service (Phase 1) |
| Fanrong Road        | 繁荣路   |                                | 1.32        | 28.17       | Pudong      | En service (Phase 1) |
| Shenmei Road        | 沈梅路   |                                | 1.53        | 29.70       | Pudong      | En service (Phase 1) |
| Xiayan Road         | 下盐路   |                                | 2.46        | 32.16       | Pudong      | En service (Phase 1) |
| West Heli Road      | 鹤立西路 |                                | 1.76        | 33.92       | Pudong      | En service (Phase 1) |
| Hangtou             | 航头     |                                | 2.58        | 36.50       | Pudong      | En service (Phase 1) |
|                     |          |                                |             |             |             |                      |